# CGD (casa discografica)
La CGD (sigla di Compagnia Generale del Disco) è stata una casa discografica italiana attiva tra il 1948 e il 1988 e utilizzata come marchio fino al 2004. Dai primi anni novanta il marchio è cambiato in CGD East West, usato da Warner Music Italy.

## Storia

### La nascita
La CGD fu fondata nel 1948 dal cantante Teddy Reno: grazie ad un aiuto finanziario da parte del padre, egli diede vita ad una casa discografica che, oltre alla diffusione dei suoi dischi, si dedicò alla scoperta e al lancio di nuovi artisti italiani.
Teddy Reno ha raccontato a proposito della nascita della sigla: «Avevo chiamato la mia società Compagnia Generale del Disco. Presi un foglio di carta e scrissi il nome da attaccare sulla porta. Lo scrissi in stampatello dando molto risalto alle lettere iniziali CGD, e fu così che nacque questo marchio, poi diventato famoso in tutto il mondo».

Vittorio Mascheroni, Teddy Reno e Lelio Luttazzi negli uffici della CGD (1949)

La sede della CGD fu stabilita a Milano, in via Passarella 4; come direttore artistico Teddy Reno chiamò il suo concittadino Lelio Luttazzi, che si occupò anche degli arrangiamenti insieme al Maestro Gianni Ferrio, e come responsabile della produzione internazionale chiamò invece Davide Matalon, che nel 1956 abbandonò la CGD per fondare l'Italdisc.
Legandosi con alcune case editrici, come la Suvini-Zerboni e le Messaggerie Musicali, la CGD riuscì a mettere sotto contratto artisti quali Jula de Palma, Giorgio Consolini, Betty Curtis e Johnny Dorelli.

## Gli anni sessanta
All'inizio del 1958 Teddy Reno decise di vendere la CGD: l'acquirente fu Ladislao Sugar, editore musicale di origine ungherese di grandi capacità imprenditoriali e futuro patron del Gruppo Sugar, che aveva fondato con Carlo Alberto Rossi la casa editrice Ariston, poi abbandonata per comprare le Messaggerie Musicali, e che aveva già comprato, nel 1955, una piccola quota azionaria della casa discografica.
Sugar si dedicò all'espansione della casa discografica: da un lato strinse nel 1966 un accordo con la statunitense CBS per la distribuzione del suo catalogo in Italia (accordo seguito dal consigliere d'amministrazione della CGD Giuseppe Giannini e che portò alla nascita della CBS Sugar nel 1970); dall'altro, per intercettare il gusto dei giovani, nominò direttore artistico il giovane Franco Crepax, che mise sotto contratto molti giovani talenti, come Bruno Lauzi (che debuttò con il nome d'arte di Miguel e i Caravana), Gigliola Cinquetti (che vinse nel 1964 il Festival di Sanremo), Riccardo Del Turco, Massimo Ranieri, Mario Tessuto e Caterina Caselli. In seguito la direzione artistica venne affidata al figlio di Sugar, Piero, che avrebbe poi sposato la Caselli nel 1970.
Nel 1961 Sugar trasferì l'azienda in Galleria del Corso sempre a Milano, sede di molte altre case discografiche e di edizioni musicali; tra le etichette straniere che la CGD distribuì in Italia vi fu anche la Palette, etichetta belga.
Nel 1968 Ladislao lasciò l'azienda nelle mani del figlio. Con l'esperienza avuta come direttore artistico, Piero continuò a guidare l'azienda per tutti gli anni settanta.

## Gli anni settanta: il campus di via Quintiliano.
Nel 1974 ci fu un nuovo trasloco, con l'inaugurazione, nel giugno, della nuova sede di via Quintiliano 40, in periferia di Milano. La sede fu costruita su idea di Sugar, ispirandosi tra gli altri esempi alla RCA Italiana, come un complesso unico e polivalente, comprendente sale di prova, incisione - con tecnologie all'avanguardia - impianti per la stampa di copertine e dischi, uffici e anfiteatro per la presentazione di nuovi artisti e dischi. L'area era di 20.000 metri quadri, con impianti sportivi, e includeva due grandi sezioni collegate da un ristorante per 200 coperti, concepito come un campus per dipendenti ed artisti.
Nell'ottobre 1976 venne lanciata una nuova sottoetichetta, la Record Bazaar, che distribuì a basso prezzo.
Quando nel 1977 la CBS decise di aprire una propria sede autonoma in Italia, questo determinò una crisi alla CGD, in quanto tutto il catalogo estero venne meno. Tutti gli artisti italiani che incidevano per la CBS, come i Pooh, vennero invece mantenuti e i loro dischi vennero ristampati dalla nuova casa discografica. Nello stesso 1977 Caterina Caselli, moglie di Sugar nel frattempo diventata vicepresidente dell'azienda, decide di fondare una casa discografica satellite, l'Ascolto, per dedicarsi ad artisti più di nicchia, come Pierangelo Bertoli e Franco Fanigliulo.
Un'altra piccola etichetta che venne distribuita dalla CGD fu la Derby Club.

## Gli anni ottanta - novanta e la chiusura
Nella seconda metà degli anni ottanta la CGD, come molte altre case discografiche, affrontò un periodo di crisi. Per tagliare i costi, la CGD decise di affidarsi a produzioni esterne, iniziando l'abbandono progressivo della propria sede, culminata nella chiusura della stessa. Nel frattempo, alcune sale d'incisione vennero affittate a terzi (è il caso dello studio al primo piano, ceduto nel 1985 ai Fratelli La Bionda che vi crearono i Logic Studios) mentre i vecchi studi di registrazione principali ed i loro spazi furono venduti nel 1986, divenendo per alcuni anni i Morning Studios.
Nel 1989 l'etichetta venne acquistata dalla statunitense Warner Music Group, che cambiò la ragione sociale in "CGD East West". La CGD venne progressivamente spogliata di una propria identità come etichetta indipendente, sopravvivendo come divisione artistica e marketing della casa madre statunitense. Progressivamente, la gestione dell'ex CGD venne suddivisa fra gli uffici della Warner, e la Compagnia Generale del Disco rimase solamente un marchio sia per il catalogo storico che per gli artisti già sotto contratto ed in attività. Nel settembre del 2004 la Warner decide di cancellare anche il logo; l'intero database CGD e le nuove incisioni degli artisti della scuderia vengono impresse sotto il nome dell'Atlantic Records.
Al momento della vendita a Warner, se le attività di progetto e produttive erano già finite (da tempo le incisioni e le stampe dei dischi venivano designate rispettivamente a sale di registrazione, missaggio, ed a stamperie esterne, avendo la CGD - come peraltro tutte le altre etichette - smantellato tutti gli apparati in-house fin dall'inizio degli anni ottanta), una sede come quella di via Quintiliano - pensata come centro unico - che era rimasta aperta solo per pochi uffici, dedicati alle attività manageriali, di promozione e commerciali, diveniva sproporzionata. Così, all'inizio degli anni novanta - nel momento in cui il palazzo, oramai semivuoto, avrebbe richiesto lavori onerosi di ripristino in sicurezza - venne deciso di lasciarlo. 

## La sede di via Quintiliano
Le attività rimaste si trasferirono, e la sede della CGD venne quindi svuotata dei materiali, che furono ceduti, buttati o lasciati sul posto, in base al loro uso e valore. Con l'abbandono anche da parte degli ultimi affittuari, alla scadenza dei contratti, nel 1998 (i Morning Studios cessarono ogni attività ed i Logic Studios si trasferirono), l'intera struttura fu definitivamente dismessa, e rimase abbandonata per anni. È stata utilizzata in parte come deposito, rifugio da senzatetto, oggetto di atti vandalici e ha subito alcuni incendi. Per evitare ulteriore degrado, nel novembre 2022 è stata transennata con pannelli.
Il marchio CGD rimane di proprietà della Warner, anche se inutilizzato.

## Sottoetichette
- Record Bazaar, serie economica.
- CGD Classica, serie dalla brevissima esistenza
- Paradiso, attiva tra il 1979 e il 1985 il cui direttore artistico fu Giancarlo Lucariello e i suoi artisti di punta: Riccardo Fogli, Viola Valentino e Gianni Togni.